# Parque de Atracciones de Madrid
Koordinaten: 40° 24′ 46″ N, 3° 45′ 3″ W
Der Parque de Atracciones de Madrid ist ein Freizeitpark im Stadtteil „Casa de Campo“ der spanischen Hauptstadt Madrid. Mit ca. 1,35 Millionen Besuchern (Stand 2010) ist er hinter PortAventura und Parque Warner Madrid der am drittmeisten besuchte spanische Freizeitpark.

## Geschichte
Der Park wurde 1969 durch den damaligen Diktator Francisco Franco eröffnet. Eigentümer war die 1967 für den Bau und Betrieb des Parks gegründete Aktiengesellschaft „Parque de Atracciones Casa de Campo de Madrid, S.A“, welche bis heute zum weltweit operierenden Freizeit-Konzern Parques Reunidos gewachsen ist.

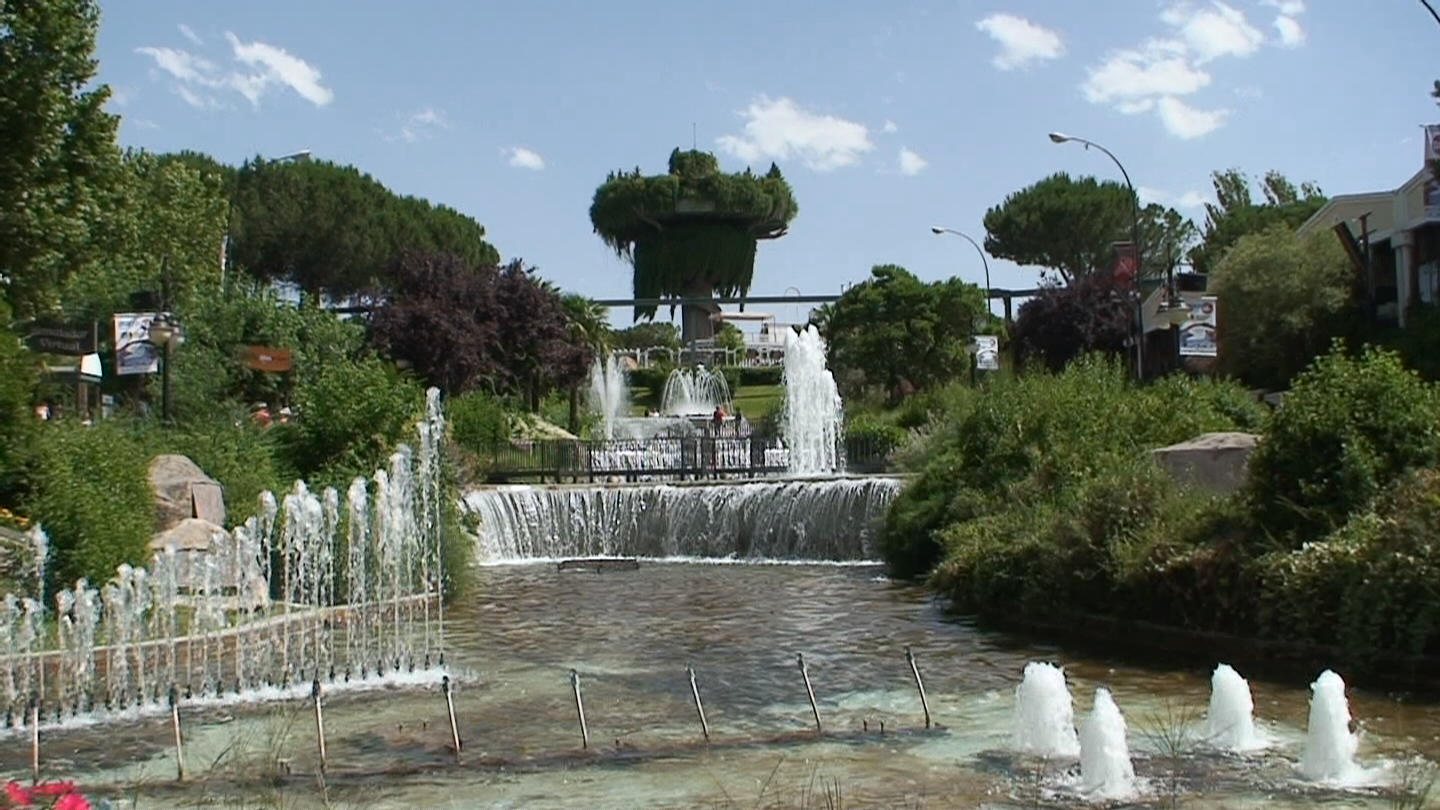

## Attraktionen
Der Park ist in vier Zonen aufgeteilt, unter anderem ist der Park die Heimat eines der drei europäischen Nickelodeonland, neben dem Blackpool Pleasure Beach und dem ebenfalls zu Parques Reunidos zugehörigen Movie Park Germany. Die Attraktionen sind bis auf wenige zuzahlungspflichtige Angebote, wie das sehr beliebte Grusellabyrinth El Viejo Caserón, nun The Walking Dead Experience, im Eintrittspreis enthalten. Des Weiteren werden Karten verkauft, die zum Eintritt in mehrere Parks der Gruppe Parques Reunidos berechtigen.
Zu den Hauptattraktionen zählen die Achterbahnen Abismo (2006), Tarántula (2005) und Tornado (1999). Außerdem werden verschiedene Wasserattraktionen und Darkrides angeboten.

### Achterbahnen
| Name                | Typ                                   | Hersteller   | Eröffnung |
| ------------------- | ------------------------------------- | ------------ | --------- |
| Abismo              | Stahlachterbahn                       | Maurer Rides | 2006      |
| Padrinos Voladores  | Suspended Coaster, Familienachterbahn | Zamperla     | 2007      |
| Paw Patrol          | Familienachterbahn                    | Zamperla     | 2007      |
| Tarántula           | Spinning Coaster                      | Maurer Rides | 2005      |
| TNT Tren de la Mina | Familienachterbahn                    | Gerstlauer   | 2012      |
| Tornado             | Inverted Coaster                      | Intamin      | 1999      |
| Vértigo             | Wilde Maus                            | Mack Rides   | 2009      |

#### Ehemalige Achterbahnen
| Name         | Typ                           | Hersteller  | Eröffnung | Schließung |
| ------------ | ----------------------------- | ----------- | --------- | ---------- |
| 7 Picos      | Stahlachterbahn               | Schwarzkopf | 1969      | 2005       |
| Cumbres      | Kinderachterbahn              | unbekannt   | 1976      | 2007       |
| Jet Star     | Stahlachterbahn               | Schwarzkopf | 1970      | 1996       |
| Katapult     | Stahlachterbahn mit Inversion | Schwarzkopf | 1990      | 1993       |
| Looping Star | Stahlachterbahn mit Inversion | Schwarzkopf | 1992      | 1998       |